# 許微其

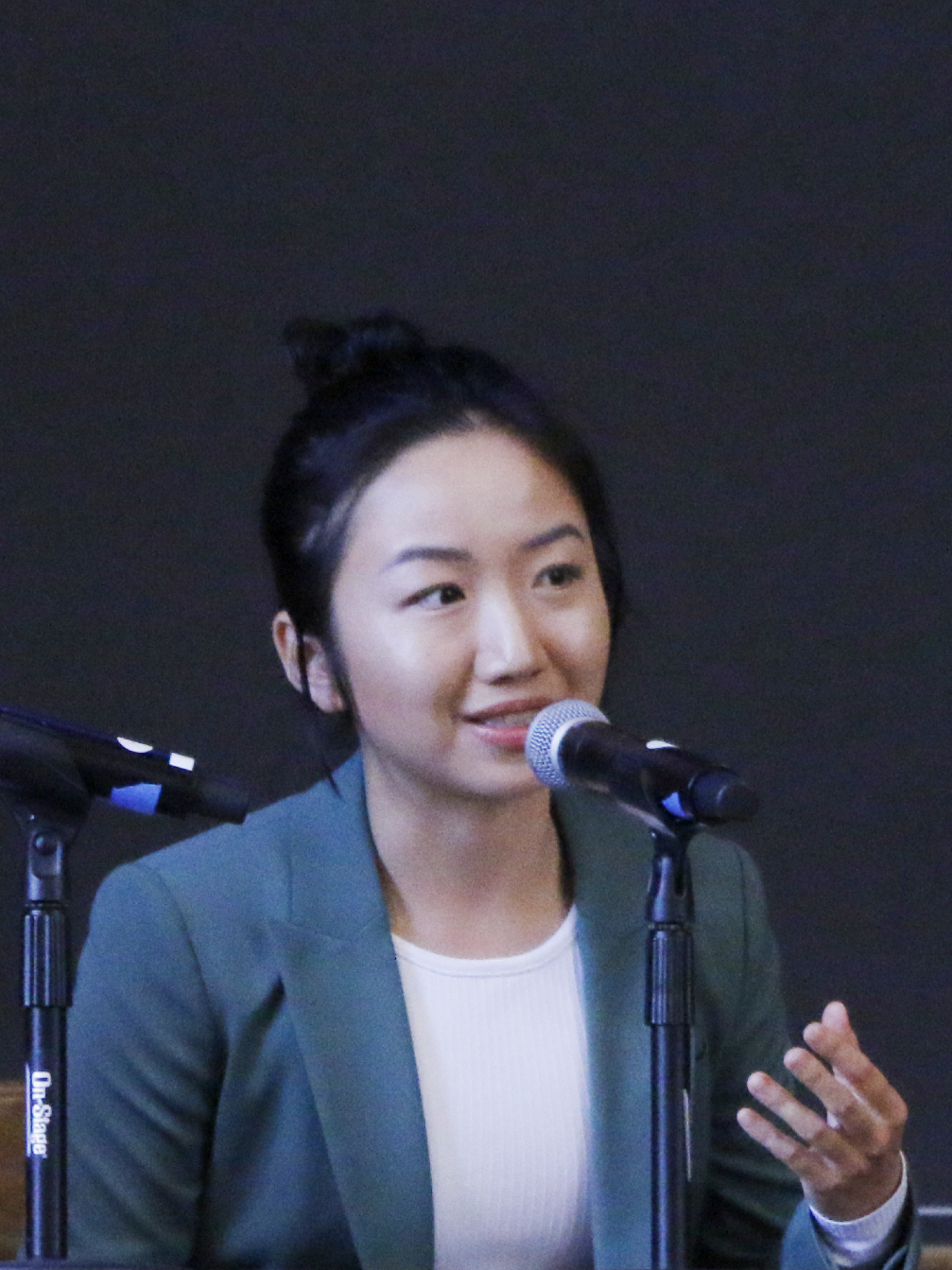

許 微其（中国語：许 微其; 英語：Vicky Xu）は、オーストラリアの中国系政策アナリストであり、中国における人権侵害を暴露したことで知られるジャーナリストである。
2020年3月、許は報告書「Uyghurs for Sale」の主執筆者として、新疆ウイグル自治区から多くのウイグル人が強制労働のために中国本土に移動させられていると述べた。これがきっかけとなり、殺害予告や中傷ビデオなど、許に対する嫌がらせのキャンペーンが行われるようになった。旧名は許 秀中（中国語：许 秀中; 英語：Vicky Xiuzhong Xu）。